# Dobrzykowice
Dobrzykowice (niem. Wüstendorf) – wieś w Polsce położona w województwie dolnośląskim, w powiecie wrocławskim, w gminie Czernica, tuż przy wschodniej granicy Wrocławia.

## Podział administracyjny
W latach 1975–1998 miejscowość administracyjnie należała do województwa wrocławskiego.

## Demografia
Według Narodowego Spisu Powszechnego (2021r.) Dobrzykowice liczyły 3521 mieszkańców. Tym samym są największą pod względem ludności miejscowością gminy Czernica.

## Historia
W roku 1946 miejscowość została włączona do nowo powstałego województwa wrocławskiego na terenie powojennej Polski. Niemieckojęzyczna ludność zamieszkująca wieś została wysiedlona do Niemiec.

## Kargul i Pawlak
We wsi w latach 1966–1976 kręcono sceny do filmowej trylogii: Sami swoi, Nie ma mocnych i Kochaj albo rzuć. Tu znajdują się użyte w filmie zagrody Kargula i Pawlaka. W 2000 roku powstała fundacja, która zbiera pieniądze na renowację budynku przy Szkolnej 18. W stodole Kargula utworzono izbę pamięci, gdzie można oglądać oryginalne przedmioty, którymi posługiwali się bohaterowie filmu. W latach 2000–2005 odbywał się tutaj z tej okazji festyn. Od roku 2010 festyn organizowany jest corocznie na przełomie sierpnia i września, nosi nazwę „Sami swoi”.

## Zabytki
Do wojewódzkiego rejestru zabytków wpisany jest:
- kościół filialny pw. Narodzenia Najświętszej Marii Panny, z lat 1753–1757

### Kościół filialny pw. Narodzenia Najświętszej Marii Panny
Jest to kościół barokowy, wzniesiony w latach 1753–1757, restaurowany w 1963 roku. Orientowany, murowany, jednonawowy, z wieżą od zachodu i węższym zakończonym trójbocznie prezbiterium, o wnętrzu nakrytym sklepieniem kolebkowym z lunetami. Całość wyposażenia rokokowa z XVIII wieku, z wyjątkiem gotyckiej rzeźby Piety z początku XV wieku.
Obecny budynek, murowany, wznoszony staraniem mistrza Christopha Josepha Hellmanna, powstał w stylu późnobarokowym w latach 1753–1757. Jego konsekracja nastąpiła jednak dopiero w 1906 roku. Wyróżnia go z zewnątrz cebulasty hełm na wieży z latarnią. Wewnątrz, na łuku tęczowym między nawą a prezbiterium, zachował się kartusz z herbem krzyżowców, literami C.I.H. (inicjałami fundatora) oraz datą 1757. Unikatowym zabytkiem jest gotycka figura Piety, zdobiąca jeden z ołtarzy bocznych nawy głównej kościoła, powstała około roku 1420 w tzw. stylu pięknym. Dzieło z Dobrzykowic powstało najprawdopodobniej w jednym z wrocławskich warsztatów i zdradza wpływ sztuki czeskiej; zostało sprowadzone najprawdopodobniej przez krzyżowców do nieistniejącej dziś drewnianej, średniowiecznej świątyni. Do innych zabytków zaliczają się: ołtarz główny rokokowy z około 1757 roku z obrazem Narodzenia NMP i Trójcą Świętą autorstwa bliżej nieznanego wrocławskiego malarza, tabernakulum o rozbudowanym cokole oraz obrazy z ołtarzy bocznych. Są to cztery płótna, z których dwa (Nawiedzenie NMP i Pokłon pasterzy) stanowią najprawdopodobniej repliki autorskie Michaela Leopolda Willmanna. Pozostałe płótna ołtarzy bocznych (przedstawiające św. Teklę oraz św. Stanisława B.M.), powstały około 1720 roku w warsztacie wrocławskiego malarza, Johanna Jacoba Eybelwiesera. Najprawdopodobniej te cztery płótna oraz dodatkowo chrzcielnica, pochodzą z kościoła św. Małgorzaty lub św. Krzyża w Gajkowie. Potwierdzałyby to materiały źródłowe, z których wynika, iż krzyżowcy do wykonania dachu świątyni w Dobrzykowicach użyli drewna z rozebranego kościoła św. Krzyża w Gajkowie. Pewien udział w fundacji kościoła dobrzykowickiego miał ród von Saurmów, którego kartusz umieszczony jest nad okazałą, rokokową amboną. Z tego samego okresu pochodzi grupa rzeźbiarska z glorią św. Jana Nepomucena, ciekawa pod względem ikonograficznym. Stosunkowo późnym zabytkiem jest obraz Wszystkich Świętych z około 1888 roku, autorstwa Ferdinanda Wintera oraz seria 14 stacji Drogi Krzyżowej tego samego malarza.

## Galeria

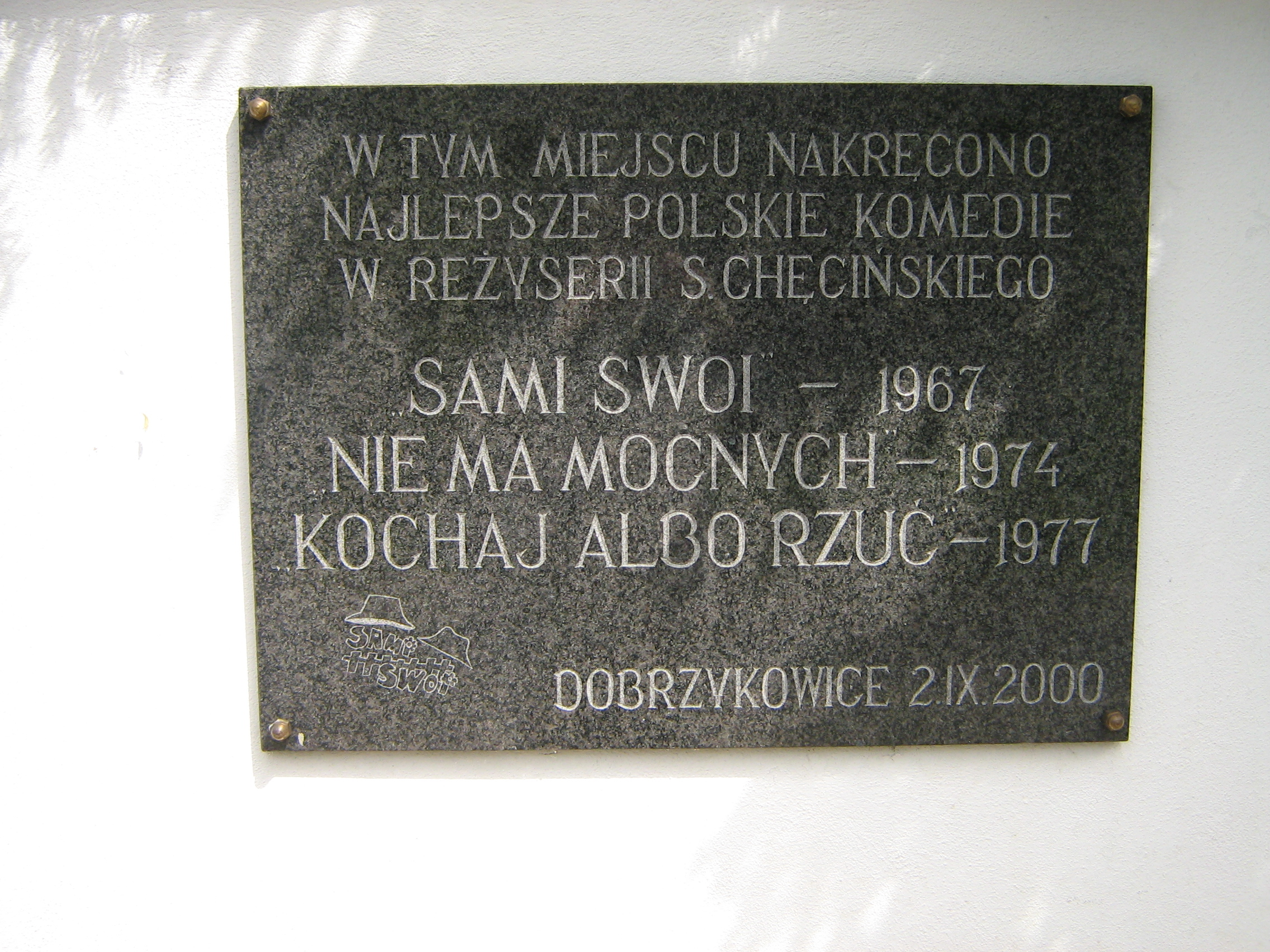
Tablica pamiątkowa
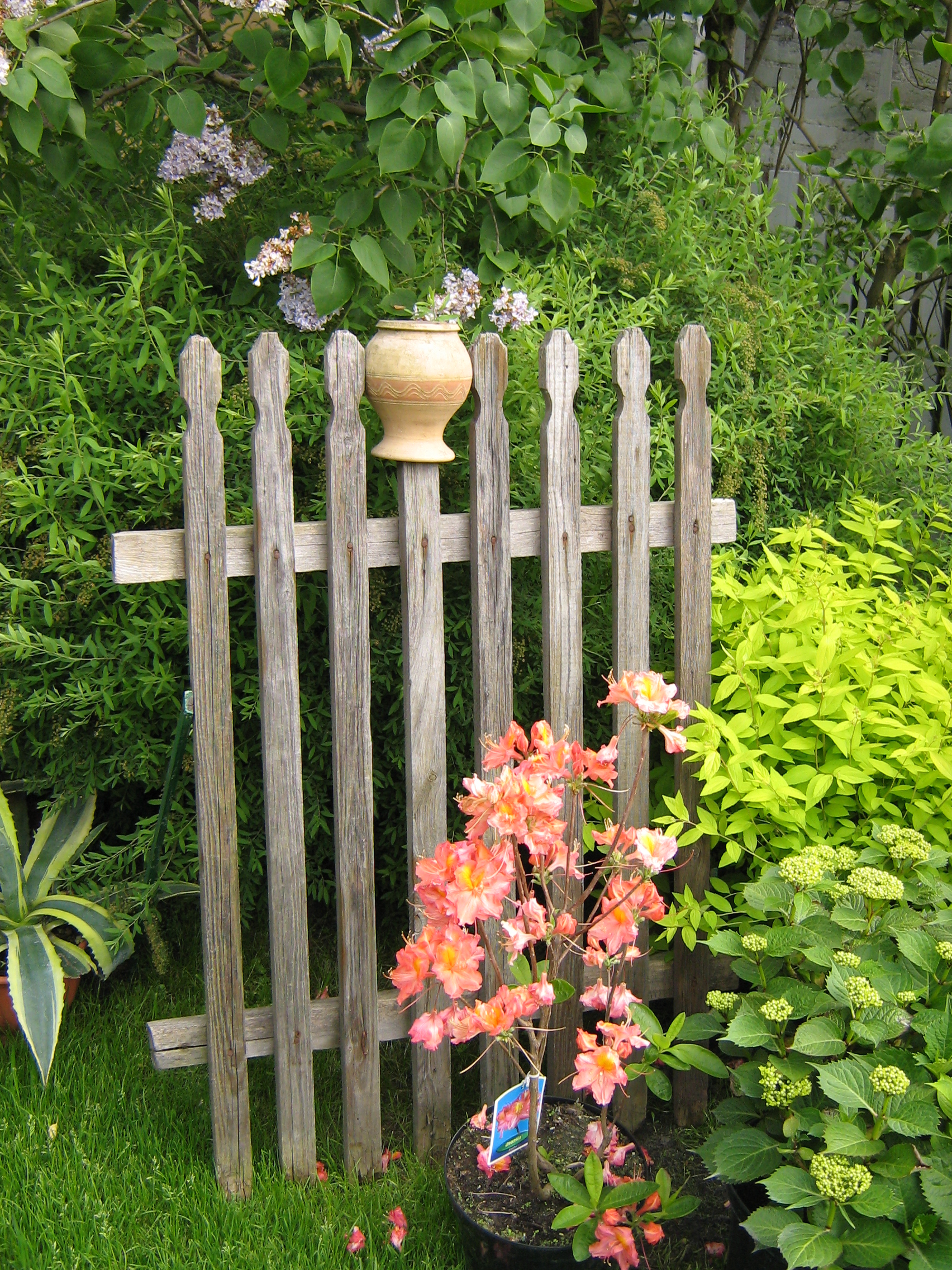
Oryginalny płot
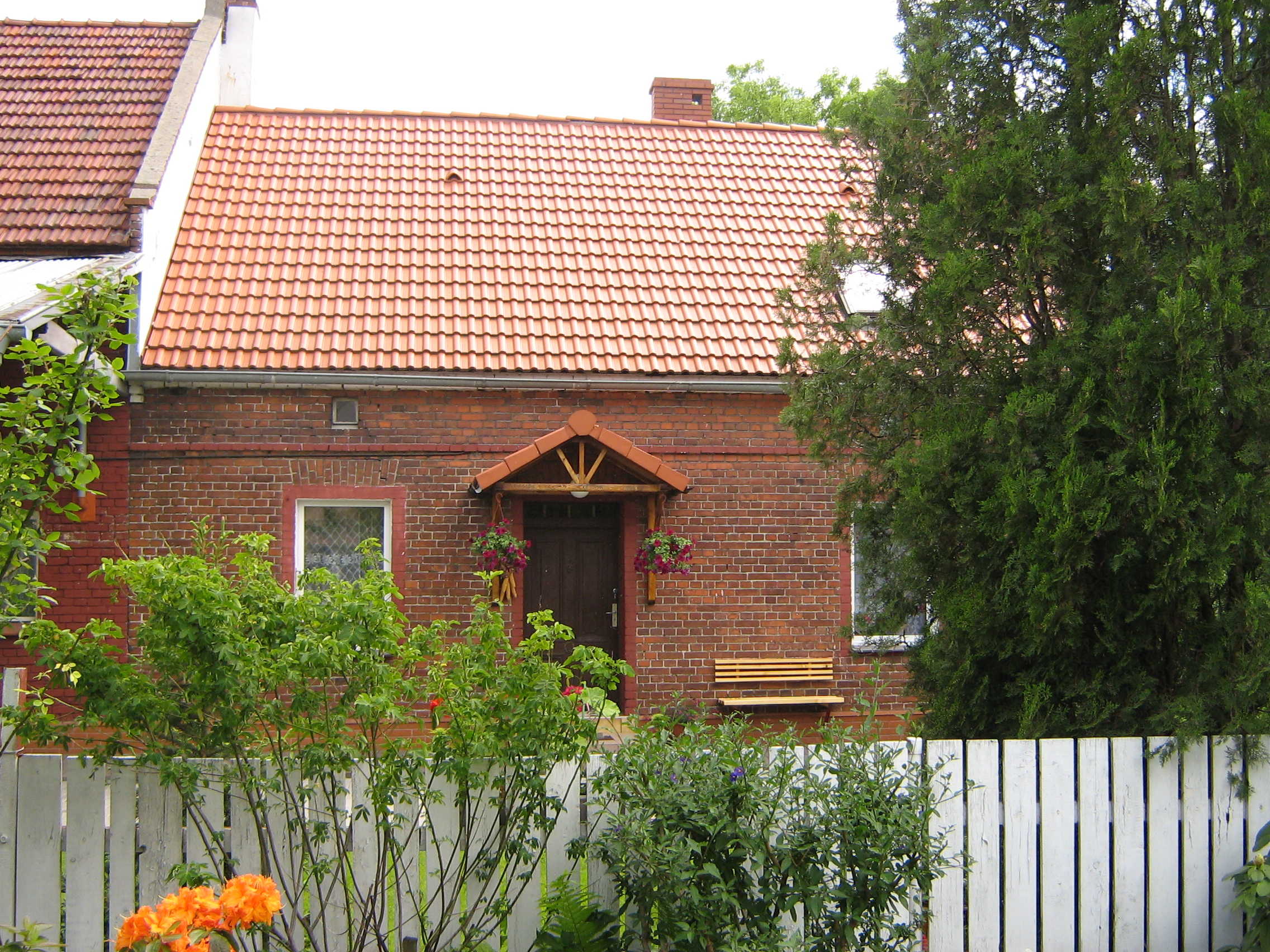
Dom Kargula
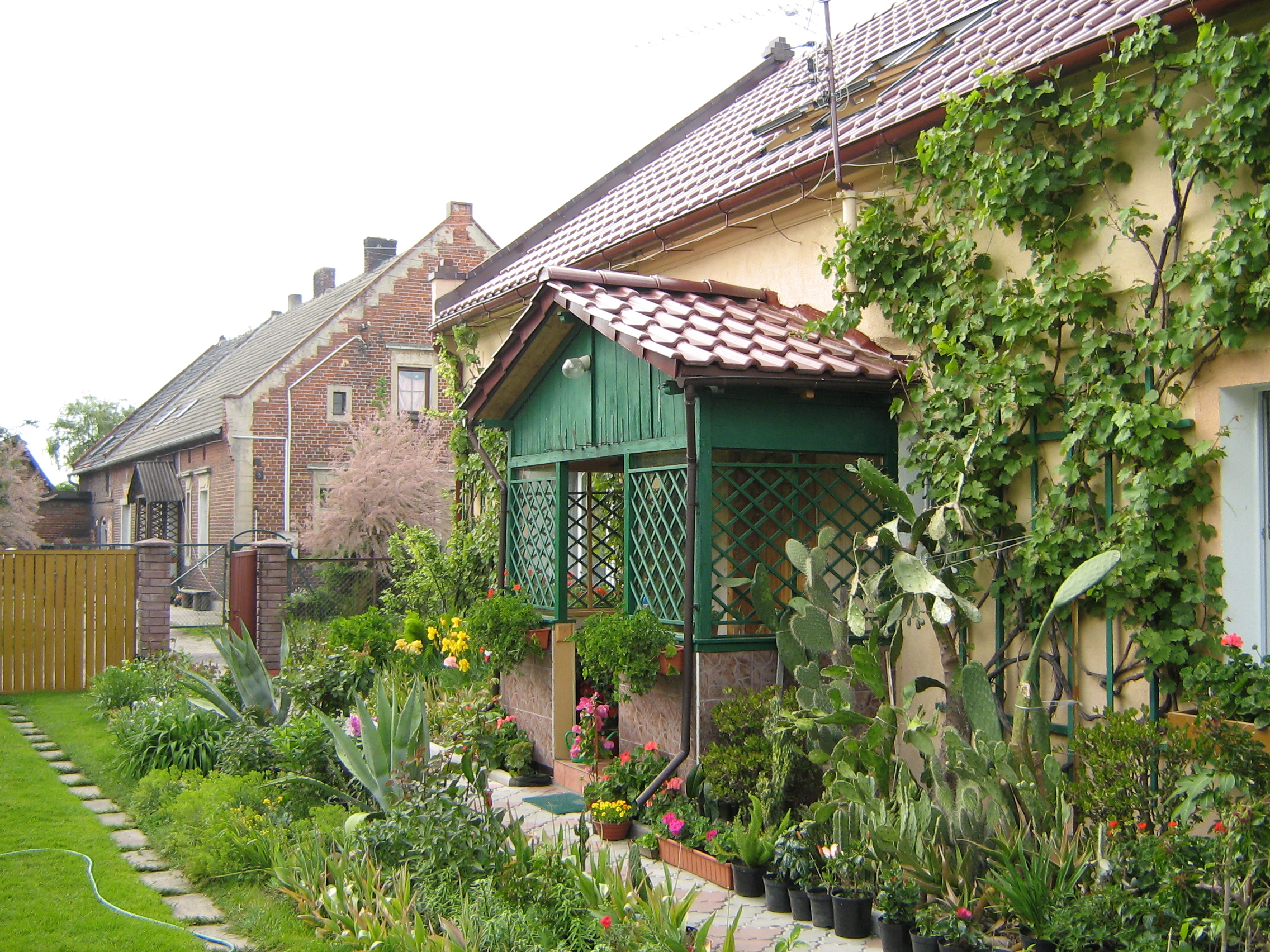
Dom Pawlaka

## Osoby związane z miejscowością
- Herbert Aulich(inne języki) (1927–2020), niemiecki malarz i grafik